# Povratek lovcev
 Vrnitev lovcev, znano tudi kot Lovci v snegu (nizozemsko Jagers in de Sneeuw) je slika v tehniki olja na lesu, ki jo je Pieter Bruegel starejši naslikal leta 1565. Severnorenesančno delo je eno iz serije del, od katerih jih je še pet, in prikazujejo različne letne čase. Slika je v zbirki Umetnostnozgodovinskega muzeja na Dunaju v Avstriji. Ta prizor je postavljen v zimsko obdobje decembra / januarja.

## Ozadje in izvor
Vrnitev lovcev in serija, ki ji pripadajo, so v srednjeveški in zgodnjerenesančni tradiciji Dela mesecev: prikaz različnih podeželskih dejavnosti in del, ki jih je gledalec v Breuglovem času razumel kot predstavitev različnih mesecev ali časov leta.

## Opis in kompozicija
Slika prikazuje zimski prizor, v katerem se trije lovci vračajo z odprave v spremstvu svojih psov. Na videz lov ni bil uspešen; zdi se, da so lovci utrujeni, psi pa izgledajo potlačeni in nesrečni. En človek nosi »skromno truplo lisice«, ki ponazarja slab ulov. Pred lovci v snegu so stopinje zajca ali kunca - ki je lovcem ušel ali so ga zgrešili. Splošni vizualni vtis je miren, hladen, oblačen dan; barve so utišane bele in sive, drevesa so gola, brez listja, dim drv visi v zraku. Več odraslih in otrok pripravlja hrano v gostilni na zunanjem ognju. Zanimivi so razgibani gorski vrhovi, ki ne obstajajo v Belgiji ali na Nizozemskem.
Sama pokrajina je dolina z ravnim dnom (skoznjo se vije reka) z nazobčanimi vrhovi, vidnimi na obzorju. Vodni mlin je videti z zamrznjenim kolesom. V daljavi so drsalci, igra se hokej s palicami v modernem slogu in curling na zmrznjenem jezeru; upodobljeni so v obliki silhuet.

## Interpretacija in sprejem
1560-ta leta so bila na Nizozemskem čas verske revolucije in Bruegel (in morda tudi njegov pokrovitelj) poskuša predstaviti ideal tega, kakšno je bilo nekoč življenje na podeželju ali kaj si želijo.
Umetnostni zgodovinar Martin Kemp je v rubriki Nature objavil mnenje, da so Stari mojstri priljubljene teme za božične voščilnice in trdi, da »verjetno noben« posvetni »predmet ni tako priljubljen kot ... Povratek lovcev«.
Slika je predmet pesmi modernističnega pesnika Williama Carlosa Williamsa Lovec v snegu.
Povratek lovcev se pogosto uporabljajo v filmih ruskega režiserja Andreja Tarkovskega Solaris (1972) in Zrcalo (1974) ter v filmu Larsa von Trierja iz leta 2011 Melanholija. Pojavi se tudi v filmu Alaina Tannerja Dans la ville blanche (1983). Bila je navdih za film Roya Anderssona iz leta 2014 Pigeon Sat on a Branch Reflecting on Existence in je osnova za prvi kader filma 24 okvirjev (2017) Abbasa Kiarostamija.
Preživeli cikli o mesecih leta so:
- Turoben dan
- Žetev
- Spravilo sena
- Povratek lovcev
- Vrnitev črede